# Михайло Андрелла
Миха́йло Андре́лла (літературний псевдонім — Оросвигівський, від місця народження Росвигово, угор. Oroszvég; *1637 — †1710) — громадський та церковний діяч, український письменник-полеміст з Закарпаття.

## Біографія
Народився у селі Росвигово, нині передмістя Мукачева. Навчався у Відні, Братиславі, Трнаві, висвячений на греко-католицького священика. Володів латиною, грецькою, польською, угорською мовами. Добре знав історію Церкви, розумівся на причинах протестантського реформаційного руху в Європі. Повернувшись на батьківщину, вивчав твори Петра Могили, Захарії Копистенського, Іоаникія Ґалятовського. Мав «Біблію» Івана Федоровича 1581, на якій залишив кілька поміток. Книги з його автографами нині зберігаються в бібліотеках Ужгорода. 1669 року вийшов з унійної церкви і став активним пропагандистом православ'я — «старожытной веры». Обійшов багато сіл Закарпаття, ведучи гостру полеміку з греко-католиками та єзуїтами. Був ув'язнений в катівні Мукачівського замку.
У творах «Логос» (1691—92), «Оброна вєрному каждому человєку» (1699—1701) та інших виступав проти унії та Ватикану, національного і соціального гноблення. Своїм кредо «Ми восточницы есме спочатку» обґрунтовував етнічну належність закарпатських русинів до східних слов'ян. Тих, хто перейшов в унійну церкву, докоряв: «Чому от Востока назад блудишь?» Висміював папу-«антихриста», панів-«златолюбців», за що зазнавав жорстоких переслідувань з боку єзуїтів. Андрелла продовжував традиції Івана Вишенського.
У творах Андрелли звучать і соціальні мотиви — він захисник закріпаченого селянства та найбіднішого духівництва, на яких свої і чужі гнобителі наклали «бремя тяжкое», і «ми же й чада наша духовна проданы есме в рабы и рабыня».
Помер в селі Іза, нині Хустський район Закарпатської області, де й похований.

## Ресурси
- Біографія і твори на Ізборнику [Архівовано 13 травня 2013 у Wayback Machine.]